# Julien Quesne
Julien Quesne, né le 16 août 1980 au Mans, est un golfeur professionnel français évoluant sur le Tour européen.

## Biographie
Julien Quesne se teste d'abord au tennis et au volley-ball, avant d'empoigner son premier club de golf à seize ans. Le jeune homme de Margon découvre ce sport par hasard en accompagnant un ami de son père sur un parcours. Il devient rapidement passionné par ce sport et, n'ayant pas le permis de conduire, sa mère le dépose le matin devant le golf et ne vient le chercher que le soir venu. En 1997, à Souancé-au-Perche, il apprend à l'abri des regards. Il procède par mimétisme, observe les autres joueurs et se filme afin d'améliorer ses gestes. Motivé et ambitieux, il progresse rapidement. En 2001, il s'inscrit en fac d'anglais à Tours pour faire plaisir à ses parents mais passe ses journées sur le parcours, décidé à faire carrière dans son sport. Au bout d'un semestre, il arrête les cours, poursuit sa montée en puissance au golf de Touraine et se rapproche du haut niveau.
En 2003, Julien Quesne s'adjuge plusieurs Grands Prix et achève la saison à la troisième place du mérite amateur. Il décide alors de passer professionnel et s'adjoint les services de Benoît Ducoulombier, qui a notamment vu éclore Victor Dubuisson. Ses débuts sur l'Alps Tour, troisième niveau européen, sont prometteurs. Il se signale rapidement avec une première victoire au Maroc et obtient ses droits de jeu pour le Challenge Tour, la division supérieure, en fin de saison. À vingt-quatre ans, le Nogentais occupe la 27e position dans la hiérarchie française. 2006 est une saison désastreuse où il engrange à peine plus de 3500 euros et retourne à l'Alps. L'homme rebondit parfaitement et retrouve la D2 en 2008.

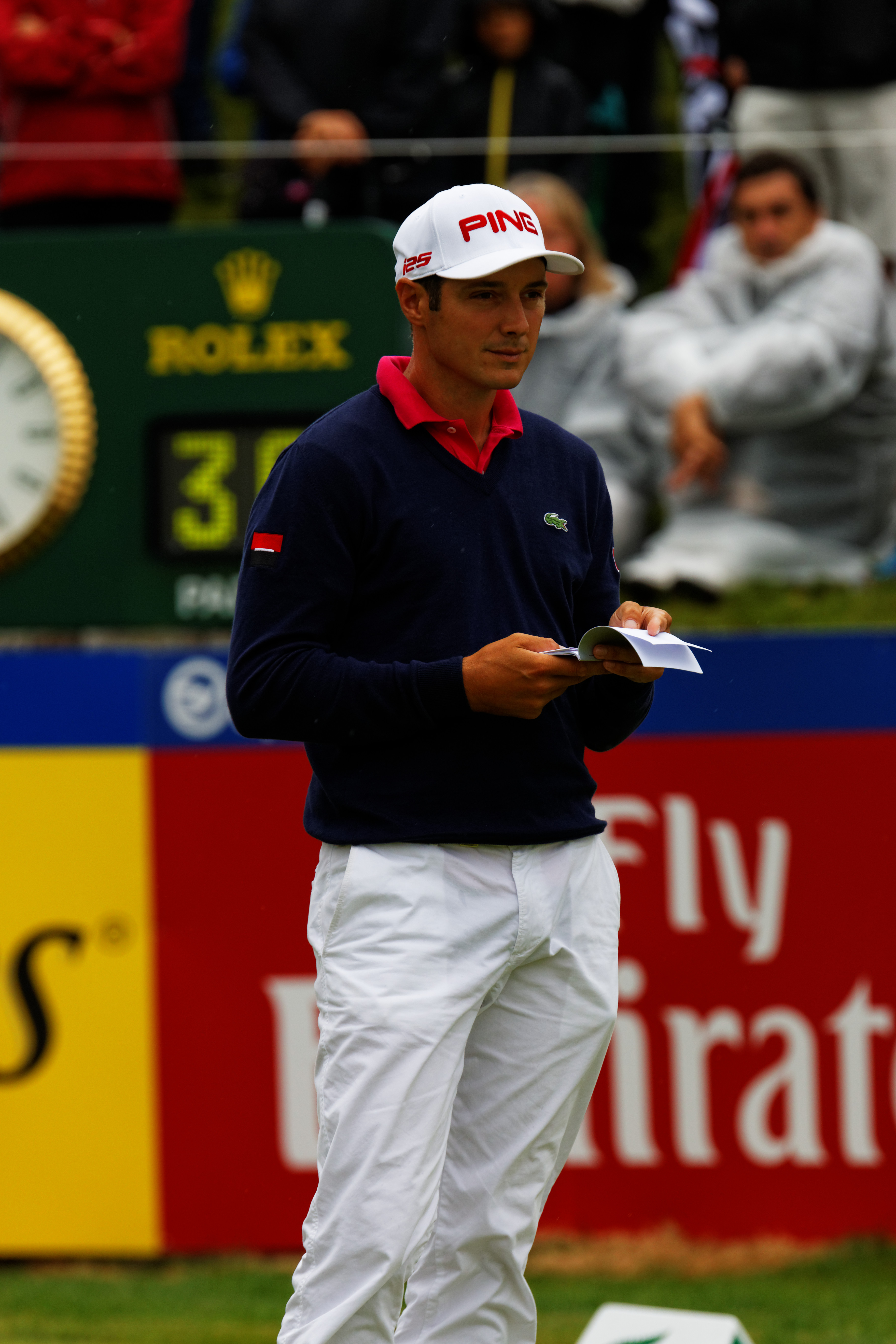
Julien Quesne lors de l'Open de France 2014.

En 2009, il perce au grand jour avec sa victoire lors du Rolex Trophy (en) de Genève qui lui ouvre les portes du Tour européen. Dans cette nouvelle compétition beaucoup plus concurrentielle, il dispute 32 tournois, rapporte de l'argent la moitié du temps (16) mais ne fait aucune performance significative et retourne à l'étage inférieure. La trentaine passée, il muscle son jeu et le purgatoire ne dure qu'un an. Durant cette année 2011, il enchaîne les places d'honneur avant de remporter l'un des derniers tournois de la saison, l'Open de Lyon. Il récupère sa place dans le circuit principal.
En mars 2012, alors que personne ne l'attend en haut de l'affiche, il remporte l'Open d'Andalousie, alors qu'il n'a jusque-là jamais fait mieux que 16e. Il intègre le club très fermé des dix Français vainqueurs sur le circuit européen. Alors qu'il a du mal financièrement, il empoche 166 000 € d'un coup. Cette année-là, il reçoit la Balle d'or, récompense attribuée au meilleur joueur français de golf de l'année. En 2013, le Bordelais d'adoption s'impose comme un des trois ou quatre meilleurs Français. Alors qu'il n'a jamais signé de top 10, il se met à les enchaîner (six en quelques mois). En septembre 2013, Julien Quesne confirme la légitimité de sa présence sur le Tour Européen en remportant la victoire sur l'Open d'Italie. Ses efforts lui rapportent 250 mille euros, une exemption jusqu'à fin 2015 et un billet pour la prestigieuse finale de Dubaï. Il achève finalement l'année à la 42e place européenne, aux portes du top 100 mondial.
Après une année 2014 moyenne perturbée par des pépins physiques, 2015 est à nouveau une excellent cru avec bon nombre de places d'honneur, notamment une huitième place au BMW PGA Championship du Wentworth Club (en) en mai.
Il participe aux Jeux olympiques d'été de 2016.

## Victoires professionnelles
Victoires sur l'Alps Tour
- 2004 : Trophée Maroc Telecom

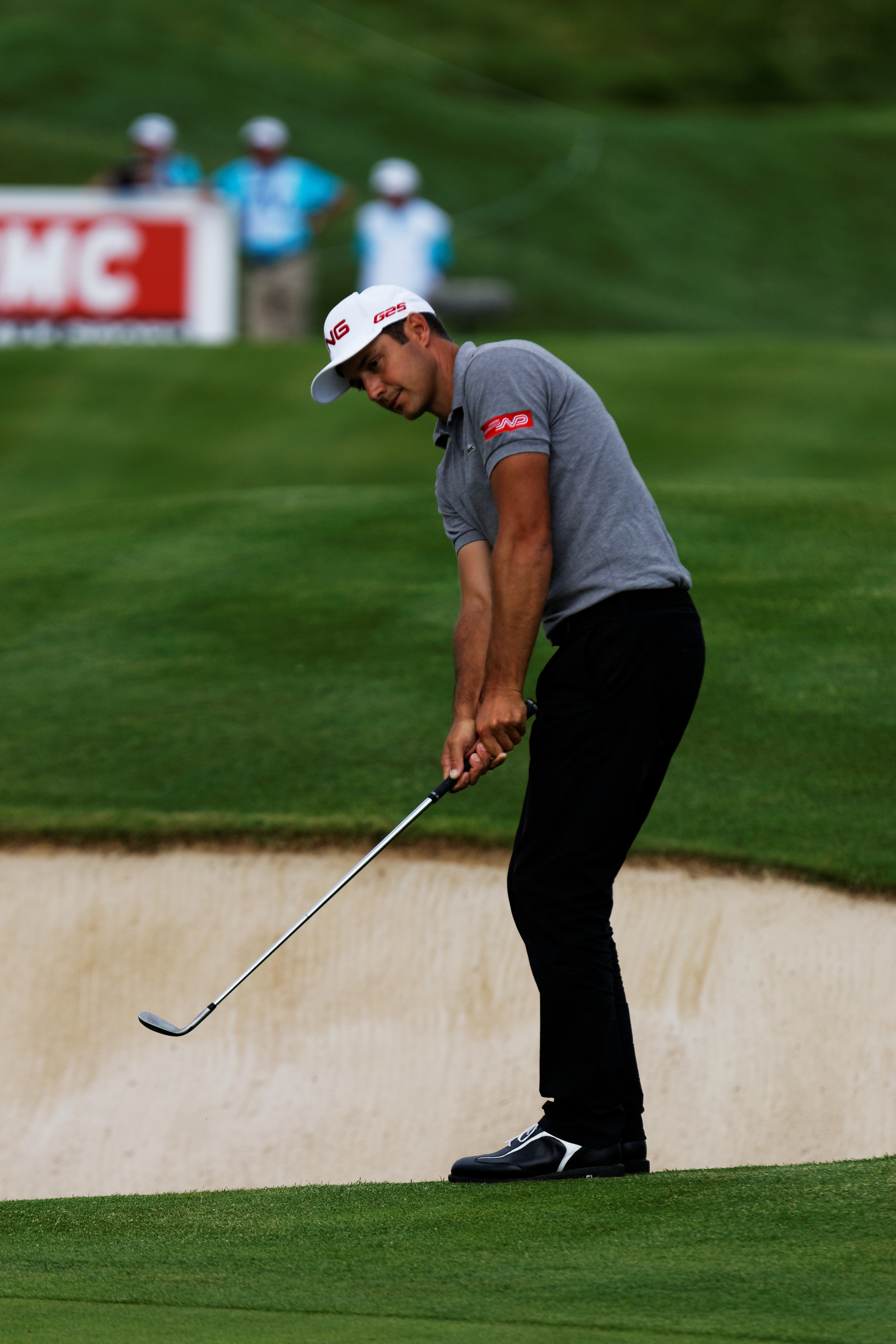
Julien Quesne sortant d'un bunker.

- 2007 : Open International de Normandie
- 2007 : AGF-Allianz Open de Bussy – Trophée Prevens
- 2007 : Open International Stade Français Paris
- 2007 : vainqueur du circuit Alps Tour

| No. | Date           | Epreuve                        | Score                 | Écart   | Finaliste(s)        |
| --- | -------------- | ------------------------------ | --------------------- | ------- | ------------------- |
| 1   | 16 août 2009   | Rolex Trophy (en)              | –19 (63-69-71-66=269) | 1 coup  | Edoardo Molinari    |
| 2   | 9 octobre 2011 | Allianz Golf Open de Lyon (en) | –16 (66-67-67-68=268) | 2 coups | Pierre Relecom (en) |

| No. | Date              | Epreuve                         | Score                 | Écart   | Finaliste(s)                     |
| --- | ----------------- | ------------------------------- | --------------------- | ------- | -------------------------------- |
| 1   | 18 mars 2012      | Open de Andalucía Costa del Sol | –17 (68-72-67-64=271) | 2 coups | Matteo Manassero                 |
| 2   | 22 septembre 2013 | Italian Open Lindt              | –12 (70-68-71-67=276) | 1 coup  | David Higgins (en) Steve Webster |

## Classements en fin d'année
| Années | OWGR | European Tour | Challenge Tour |
| ------ | ---- | ------------- | -------------- |
| 2004   | 1155 |               |                |
| 2005   | 1182 | 333           | 98             |
| 2006   | 1309 |               | 186            |
| 2007   | 1375 |               |                |
| 2008   | 536  | 353           | 37             |
| 2009   | 242  |               | 8              |
| 2010   | 487  | 155           |                |
| 2011   | 326  | 268           | 14             |
| 2012   | 188  | 63            |                |
| 2013   | 130  | 42            |                |
| 2014   | 211  | 80            |                |
| 2015   | 188  | 46            |                |
| 2016   | 158  | 46            |                |
| 2017   | 413  | 121           |                |
| 2018   | 1148 | 264           | 138            |
| 2019   | 1508 | 315           | 86             |

### Ouvrage de référence
- Gérald Massé et Romain Léger, Les exploits des sportifs d'Eure-et-Loir : 1965-2015, Dreux, Antipodes, octobre 2015, 336 p. (ISBN 978-2-9553628-0-8)

1. 1 2 3 4 5 6  Golf - 2012 / Julien Quesne : l'autodidacte des fairways, p. 244
2. 1 2  Golf - 2012 / Julien Quesne : l'autodidacte des fairways, p. 243
3. 1 2 3 4 5 6 7 8 9  Golf - 2012 / Julien Quesne : l'autodidacte des fairways, p. 245
4. 1 2 3 4 5 6 7  Golf - 2012 / Julien Quesne : l'autodidacte des fairways, p. 246

### Autres références
1. ↑  Golf magazine n°305, septembre 2015
2. ↑  « Birthday boy Quesne claims debut win », PGA European Tour, 16 août 2009 (consulté le 7 novembre 2011).
3. ↑  (en) « Julien Quesne », sur Official World Golf Ranking.
4. 1 2  (en) « Career Records - Julien QUESNE », sur European Tour.